# Saint-Martin (Charente)
Saint-Martin era una comuna francesa que estaba situada en el departamento de Charente, de la región de Nueva Aquitania, que en 1867 pasó a formar parte de la comuna de Cognac.

## Historia
- En 1847 absorbe la comuna de Châteaubernard.[1]
- En 1867 cede terrenos para la recreación de la comuna de Châteaubernard.[1]

## Demografía
| Gráfica de evolución demográfica de Saint-Martin entre 1800 y 1866 |
|                                                                    |

Los datos demográficos contemplados en este gráfico se han cogido de la página francesa EHESS/Cassini.